# Joseph-König-Gymnasium
Joseph-König-Gymnasium o Joseph-König-Gymnasium Haltern am See es el único gymnasium (instituto de educación secundaria con orientación académica) de la ciudad de Haltern. Con 1360 estudiantes, es una de las escuelas secundarias más grandes en Renania del Norte-Westfalia. Para este propósito, se comparte un complejo de edificios (centro escolar) con la escuela municipal Alexander-Lebenstein-Realschule.

## Historia
La escuela actual se remonta a la Escuela Superior de la Ciudad, fundada en 1844 y existe como una escuela secundaria completa desde 1962. El 18 de junio de 2003, la escuela fue nombrada así en honor al químico Joseph König, quien fue el fundador de la química de los alimentos en Alemania.
El 24 de marzo de 2015 16 alumnos y dos profesores de la escuela murieron en el siniestro del vuelo 9525 de Germanwings. Ellos estaban en camino a su hogar luego de una semana a intercambio en España.

## Programa de enseñanza

### Idioma extranjero
Los idiomas extranjeros que se deben estudiar:
1. Idioma extranjero obligatorio:
Inglés de grado 5
2. Idioma extranjero obligatorio:
Elección de latín o francés de grado 6
3. Idioma extranjero voluntario:
Francés o latín o ruso desde el grado 8 al 10. En el nivel superior hay también la posibilidad de elegir como nuevo inicio el idioma español desde el curso escolar 2006/2007.
Desde el año escolar 1988-1989 el Joseph-König-Gymnasium es una de las primeras escuelas en Alemania en tener una corriente bilingüe alemán-inglés.